# Suite nr. 1 voor cello
Suite nr. 1 voor cello is een compositie van William Bolcom.
Waar in meerdere werken van Bolcom de somberheid af en toe opduikt, is deze in dit werk volop aanwezig. Daarbij laat de componist zijn “opvrolijkers” in de gedaante van ragtime hier weg. Zelfs het slotdeel sarabande brengt geen opluchting. De basis voor dit werk was al eerder te horen in toneelmuziek die Bolcom componeerde voor opvoeringen van Broken Glass van Arthur Miller.
De cellist Norman Fischer gaf de wereldpremière van dit werk op 12 juli 1996 in/aan Tanglewood. Hij voerde daarna het werk meerdere keren uit. 
De delen zijn:
1. Prelude
2. Arioso I
3. Badinerie
4. Arioso 2
5. Alla sarabande